# Марк Валерій Максим Корв
Марк Вале́рій Макси́м Корв (лат. Marcus Valerius Maximus Corvus; 371 до н. е. — 271 до н. е.) — видатний політичний, державний та військовий діяч Римської республіки, п'ятиразовий консул 348, 346, 343, 335 і 300 років до н. е., консул-суффект 299 року до н. е., диктатор 342 і 301 років до н. е., інтеррекс 340, 332 і 330 років до н. е.

## Життєпис
Походив з патриціанського роду Валеріїв. Син Марка Валерія Максима.

### Молоді роки
У 349 році став військовим трибуном в армії консула Луція Фурія Камілла, який воював з галами. Під час однієї з битв відбувся герць між римлянами, від яких виступив Марк Валерій, та галами, з боку яких взяв участь невідомий на ім'я рослий воїн. Під час герця на шолом Валерія сів крук, який згідно з легендою, клював і дряпав гала, допоки Марк Валерій не переміг. На честь цього він отримав додаток до свого імені агномен «Корв», тобто «крук».
У 348 році до н. е. Марка Валерія було обрано консулом разом з Марком Попіллієм Ленатом. Протягом цього консулату ніяких військових дій не велося.
У 346 році до н. е. його було обрано вдруге, цього разу з Гаєм Петелієм Лібоном Візолом, воював з вольсками й захопив їхнє місто Сатрик. За це Марк Валерій отримав від сенату тріумф.
У 343 році до н. е. Марка Валерія було втретє обрано консулом, цього разу з Авлом Корнелієм Коссом Арвіною. Того року набрали сили самніти, які захопили майже всю Кампанію (регіон навколо Риму), й напали на союзників римлян — сидицинів. Марк Валерій виступив до Кампанії, де у вирішальній битві біля гори Гавр самніти були розбиті. Тоді ж колега Валерія — Авл Корнелій також розбив самнітів у Кавдія. Сам же Марк Валерій підійшов до міста Суесулла, де був обложений сильнішім військом самнітів. Незабаром Валерій скористався втратою пильності з боку ворога й вщент розбив його. За це він отримав черговий тріумф.

### Розквіт кар'єри
У 342 році до н. е. Марка Валерія було призначено диктатором для придушення повсталих легіонів (лат. Seditionis sedandae causa), що були розташовані у Капуї. Повстанці рушили до Риму, де їх зустрів Марк Валерій. Не бажаючи кровопролиття він вступив у перемовини з повсталими й переконав їх скласти зброю. Після цього повернувся до Риму й домігся помилування для повстанців.
У 340 році до н. е. його було обрано інтеррексом.
У 335 році до н. е. Марка Валерія вчетверте було обрано консулом, цього разу з Марком Атілієм Регулом Каленом. На цій посаді він вів війну проти племені авзонів. Під час військової кампанії Марку Валерію вдалося захопити головне місто авзонів — Калес. За це отримав третій тріумф. Після цього Валерій продовжив війну проти колишніх союзників римлян — сидицинів.
У 332 та 330 роках до н. е. його знову було обрано інтеррексом.
У 309 році до н. е. був легатом в армії диктатора Луція Папірія Курсора. Воював проти самнітів.
У 301 році до н. е. Марка Валерія було знову призначено диктатором для боротьби з повсталим племенем марсів. Незабаром швидко розбив головні сили ворога й захопив міста Міліонію, Фресілію, Плестину. Після цього уклав мирну угоду з марсами, згідно з якою до Римської республіки була приєднана частина їх території. Після цього Марк Валерій Корв рушив до Етрурії, яка також почала війну проти Риму. Втім на деякий час він повернувся до Риму на вимогу сенату. За його відсутності римляни зазнали поразки. Проте після повернення до військового табору в Етрурії Марк Валерій Корв рішуче напав на ворога й завдав йому нищівної поразки. За це він отримав черговий тріумф.
У 300 році до н. е. Марка Валерія вп'яте було обрано консулом, цього разу з Квінтом Аппулеєм Пансою. На цій посаді він війну з еквами, але з перемінним успіхом.
У 299 році до н. е. Марка Валерія було обрано консулом-суффектом замість загиблого Тита Манлія Торквата. Тут він воював з етруськими містами. Дії Марка Валерія змусили ворога зачинитися у фортецях, які римляни не зуміли захопити. Втім Валерій спустошив значну частину Етрурії.

### Останні роки
Останні 28 років свого життя Марк Валерій прожив у своєму маєтку, не втручаючись у політичне життя республіки та беручи участі у військових діях. Там і помер 271 року до н. е.

## Родина
Діти:
- Марк Валерій Максим Корвін, консул 289 року до н. е.